# CF Montréal
Club de Foot Montréal is een professionele voetbalclub uit de Canadese stad Montréal, die sinds het seizoen 2012 uitkomt in de Major League Soccer. De thuiswedstrijden worden in het Stade Saputo gespeeld, dat plaats biedt aan zo'n 20.000 toeschouwers. In 2021 werd de oude naam Montreal Impact omgedoopt tot de huidige naam CF Montréal.
De club verving de Montreal Impact dat tot en met 2011 uitkwam in de Amerikaanse eerste divisie. In 2015 behaalde Montreal de finale van de CONCACAF Champions League. Het was slechts de tweede MLS-club en de eerste Canadese club die dat deed.

## Erelijst
- Canadian Championship

Winnaar: 2013, 2014, 2019, 2021 (4x)
Finalist: 2015, 2017, 2023 (3x)
- CONCACAF Champions League

Finalist: 2015 (1x)

## Bekende (oud-)CFM'ers

### Spelers
- Patrice Bernier
- Evan Bush
- Hassoun Camara
- Laurent Ciman
- Marco Di Vaio
- Didier Drogba
- Justin Mapp
- Josef Martínez
- Djordje Mihailovic
- Alessandro Nesta
- Ignacio Piatti
- Nigel Reo-Coker
- Bacary Sagna
- Saphir Taïder
- Victor Wanyama

### Trainers
- Laurent Courtois
- Rémi Garde
- Thierry Henry
- Hernán Losada
- Jesse Marsch
- Marco Schällibaum

## Kroniek
| - 2010: Op 7 mei werd Montréal Impact opgericht. - 2012: 7e plaats Eastern Conference MLS (1e niveau) Halve finale Canadian Championship - 2013: 5e plaats Eastern Conference MLS 1e ronde MLS Cup Bekerwinnaar Canadian Championship (1e bekerwinst) - 2014: 10e plaats Eastern Conference MLS Bekerwinnaar Canadian Championship (2e bekerwinst) Groepsfase CONCACAF Champions League - 2015: 3e plaats Eastern Conference MLS Kwartfinale MLS Cup Finale Canadian Championship Finale CONCACAF Champions League - 2016: 5e plaats Eastern Conference MLS Halve finale MLS Cup Halve finale Canadian Championship - 2017: 9e plaats Eastern Conference MLS Finale Canadian Championship - 2018: 7e plaats Eastern Conference MLS Halve finale Canadian Championship - 2019: 9e plaats Eastern Conference MLS Bekerwinnaar Canadian Championship (3e bekerwinst) - 2020: 9e plaats Eastern Conference MLS voorronde MLS Cup Kwartfinale CONCACAF Champions League - 2021: Op 14 januari hernoemd in Club de Foot Montréal 10e plaats Eastern Conference MLS Bekerwinnaar Canadian Championship (4e bekerwinst) - 2022: 2e plaats Eastern Conference MLS Kwartfinale MLS Cup Halve finale Canadian Championship Kwartfinale CONCACAF Champions League Op 27 mei 2022 hernoemd in CF Montréal - 2023: 10e plaats Eastern Conference MLS Finale Canadian Championship Groepsfase Leagues Cup - 2024: 8e plaats Eastern Conference MLS Kwartfinale Canadian Championship 2e ronde Leagues Cup |